# モジャモジャヤマトガイ
モジャモジャヤマトガイ（毛邪毛邪大和貝）、学名 Japonia shigetai  はヤマタニシ科のヤマトガイ属に分類される陸産の巻貝の一種。トカラ列島に分布する日本の固有種。殻表に多数の毛状突起がありこれが和名の由来となっている。種小名 shigetai は本種のタイプ標本を採取した重田弘雄（1935 - 2020）への献名。

## 分布
トカラ列島： 口之島（タイプ産地）、中之島、平島、悪石島。

## 形態
貝殻は殻高、殻径とも5mm前後、殻高が殻径よりもわずかに低い円錐形。殻質は薄く殻表に毛状突起が発達する。殻色は赤褐色であるが、生時は透視される軟体の色や殻表に付着した土などによって黒っぽく見える。
胎殻は2層で平滑、かすかに光沢がある。螺層は胎殻を入れて5.5層ほどあり、螺管の断面はほぼ円形で各螺層はよく膨むため縫合は深く顕著。殻皮は一定間隔で薄板状の縦褶をつくり、それぞれの縦褶は先端がスプーン状に広がった毛状突起を4本もつ。この構造が連続することで全体には螺状に並ぶ4列の毛状突起列を形成する。4列の内訳は、周縁に1列、その上下にそれぞれ1列、殻底に1列である。各毛状突起列の間には3-4本の螺条がある。ただし老成した個体や死貝では毛状突起が失われていることが多い。
殻口縁は成貝でも薄く単純。臍孔は明瞭に開き殻径の1/5程度の大きさ。
蓋は円形で薄いキチン質の多旋型。

## 生態
照葉樹林を中心とした樹林内に生息し、落葉層が厚くやや湿った林床の落葉層中や落葉下の岩の間などに見られる。ヤマタニシ科の貝類は一般に植物遺骸などを食べ、雌雄異体、交尾して産卵する。

## 分類
原記載
- Japonia shigetai Minato, 1985, Venus 44 (2): 81-86, figs. 1-3.[1]
- 種小名は本種のタイプ標本を採取した奄美大島在住の自然研究家・元小学校教諭の重田弘雄への献名。

タイプ産地
- 鹿児島県トカラ列島中之島　Nakanoshima, Tokara Islands, Kagoshima-ken, Japan.

タイプ標本
- ホロタイプ：殻高4.8mm 殻径4.4mm（国立科学博物館所蔵 NSMT-Mo 61595)
- パラタイプ：殻高5.1mm 殻径5.0mm (国立科学博物館所蔵 NSMT-Mo 61596)
- パラタイプ：殻高4.7mm 殻径4.9mm（湊宏個人所蔵 No.21899）

類似種
日本から記録されているヤマトガイ属は8種（＋1亜種）あり、そのうち本種と同様のスプーン状の毛状突起をもつのは下記の2種（＋1亜種）であるが、いずれも毛状突起列は2列であることから、4列をもつモジャモジャヤマトガイと区別される。なお過去に口之島からツヅレヤマトガイの名で報告されたものはモジャモジャヤマトガイの殻皮が取れたものだと推定されている。
- イノウエヤマトガイ　Japnoia inouei Kuroda & Habe in Habe, 1961 -- 紀伊半島に分布。
- トクノシマヤマトガイ　Japonia tokunoshimana tokunoshimana Pilsbry & Hirase, 1904 -- 徳之島に分布。
- オキノエラブヤマトガイ　Japonia tokunoshmana okinoerabuensis Minato, 1974 -- 沖永良部島に分布。

## 人との関係
直接的な関係は知られていないが、人間による森林伐採によって生息地が減り、個体数が急激に減っているとされる。

### レッドリスト掲載状況
第2次および第3次環境省レッドリストでは準絶滅危惧 (NT) とされていたが、第4次レッドリスト（2012年公表）で絶滅危惧II類 (VU)とされた。
- 絶滅危惧II類 (VU)（環境省レッドリスト）

- 絶滅危惧II類 (VU) - 鹿児島県（2003）[2]